# Chupa
A Chupa 2023-ban bemutatott amerikai kalandfilm, amelyet Jonás Cuarón rendezett. A főbb szerepekben Demián Bichir, Evan Whitten, Christian Slater, Ashley Ciarra és Nicolas Verdugo látható.
Amerikában és Magyarországon 2023. április 7-én mutatták be a Netflixen.

## Cselekmény
1996-ban Richard Quinn tudós San Javierben a chupacabra, egy állítólagos mitikus lény után vadászik. A kormányzati orvos úgy véli, hogy gyógyító ereje forradalmasítani fogja az orvostudományt. Megtalálja az egyiket egy kölyökkel egy régi bányában, és üldözőbe veszi. Egy elhaladó jármű által megsérülve, otthagyja kölykét elrejtve, hogy az üldöző tudósokat elcsalja.
Miután édesapja, Beto rákban meghalt, a 13 éves Alex Mexikóba repül, hogy először találkozzon a tágabb családjával. Alex találkozik nagyapjával, Chavával, egykori lucha libre bajnokkal, energikus, birkózás megszállott unokatestvérével, Memóval, és unokatestvérével, Lunával. Alex kezd az első éjszakán felfedez egy fiatal chupacabra kölyköt. Arra ébred, hogy az a kezén lévő vágást nyalogatja. Mivel Alex rájön, hogy nem pozitívan tekintenek rájuk, nem szól semmit.
Nem sokkal később Luna beviszi Memót és Alexet a városba, hogy megkeressék Chavát. Elmagyarázza, hogy a férfi gyakran elkóborol (lehet, hogy Alzheimer-kórban szenved). A piacon Alex meglát egy színes miniatűr figurát, amiről az eladó azt mondja neki, hogy egy chupacabra, ami szerinte nem is olyan rossz teremtmény.
Visszatérve az útra, a gyerekek megtalálják Chavát, aki egy kecskebakkal sétál. Megvette, de nem tudja megmagyarázni, miért. Visszatérve a farmra, néhány férfival találkoznak, akik gondosan átkutatnak egy területet, ahol Quinn bizonyítékot talál arra, ami szerinte a chupacabra.
A farmon egy újabb híradót néznek a rettegett, kifejlett chupacabráról, amely a legendák szerint jószágokkal táplálkozik. Chava kikapcsolja a tévét, mondván, hogy ez ostobaság és hazugság. Miután kimegy, Alex elmondja Lunának, hogy a nagyapjuk rejteget valamit. Megmutatja neki egy kis zenedobozt, amit a pajtában találtak nála. A lány újabb bizonyítékként könyveli el a férfi feltételezett Alzheimer-kórját.
Alex később a pajta ajtajában játszik a zenedobozon. Huhogás és más hangok keveredését hallja, majd megfordul, és egy furcsa lényt lát: egy kis macskaszerű állatot, madárszerű szárnyakkal és apró, de éles agyarakkal. Alex hoz neki egy tányér kolbászt a házból, hogy megnézze, éhes-e. Amikor vihar kerekedik, megígéri, hogy megvédi.
Alex arra ébred, hogy Memo őt keresi. Megpróbálja kivezetni a pajtából, de a fiatal Chupacabra bemutatkozik, ahogy Alex összebarátkozott vele. Éppen csak megnyugtatta Memót, amikor megjelenik Luna. Kezdetben szintén sikoltozva mutatják neki, hogy a lény barátságos. Luna szerint ki kellene tenniük, de Alex ragaszkodik hozzá, hogy meg kell védeniük, hiszen kölyökről van szó.
Bejön Chava, aki egyetért Alexszel. Chupa, ahogy Alex elnevezte, közeledik hozzá. Chava elmagyarázza, hogy néhány nappal ezelőtt véletlenül elütötte a szülőjét a kocsijával, és a közelben találta meg, ahol elbújt. Titokban tartja, mert tudja, hogy az emberek ki akarják használni.
A házba visszatérve Quinn bemutatkozik, és elmagyarázza, hogy egy amerikai kormányügynökségtől jött, amely ritka fajokat keres orvosi célokra. Megtalálja a baleset helyszínén talált rendszámtáblát, és lenyomozza azt. Quinn látszólag nagylelkű céljai ellenére Chava nem engedi, hogy szaglásszon, és felajánlja, hogy bemutatja egy lucha libre mozdulatát, ha nem távozik.
Miután Alex megígéri Chupának, hogy megtalálja a családját, Memo eljön, hogy megtanítsa repülni. A pajta tetejére viszi, és Memo bátran "belerepül" az alatta lévő szénakazalba. Chupa bátorítja, hogy kövesse, és egy kicsit beindítja a szárnyait, mielőtt szintén a szénába zuhan.
A házban Chava megmutatja Alexnek azt a videót, amelyen El Perico Verde a jellegzetes suplex mozdulatát végzi, amit ő maga tanított neki. Elárulja, hogy Beto volt a bunyós, de soha nem lett profi, mert találkozott Alex anyjával, és az Államokba költözött.
Miután Chava eleget beszél Betóról ahhoz, hogy Alex elszomorítsa, előveszi a Game Boyját. Felismeri, hogy így próbálja elkerülni az érzéseit. Elvéve a videokonzolt, Chava azt mondja Alexnek, hogy meg kell küzdenie vele érte. Felveszi a Relampago Azul maszkját, Alex pedig az apja maszkját, és ráveszi, hogy fejezze ki magát.
Miután megtudja, hogy új barátjának, Chupának titkos története van a családjával, és az elszánt Quinn vadászik rá, hogy megpróbálja hasznosítani az erejét, Alex és családja elindul élete kalandjára, hogy megvédjék Chupát a fenyegető veszélytől.

## Szereplők
| Szerep        | Színész          | Magyar hang     |
| ------------- | ---------------- | --------------- |
| Chava         | Demián Bichir    | Epres Attila    |
| Alex          | Evan Whitten     | Rostás Ábel     |
| Richard Quinn | Christian Slater | Forgács Péter   |
| Luna          | Ashley Ciarra    | Hegedűs Johanna |
| Memo          | Nickolas Verdugo |                 |

### Magyar változat
- Magyar szöveg: Blahut Viktor
- Hangmérnök: Halas Péter
- Vágó: Wünsch Attila
- Gyártásvezető: Vigvári Ágnes
- Szinkronrendező: Szalay Csongor
- Produkciós vezető: Fekete Márk

A szinkront a Direct Dub Studios készítette el.

## A film készítése
2020 augusztusában Jonás Cuarón rendezte volna a Chupacabra-filmet, amelyet Marcus Rineharttal, Sean Kennedy Moore-ral és Joe Barnathan-nal közösen írt. Chris Columbus, Michael Barnathan és Mark Radcliffe a 26th Street Pictures nevű bannerük alatt a Netflix számára készítették a filmet. 2021 júniusában a Chupa címet kapta a film, amelyben Demián Bichir, Evan Whitten, Ashley Ciarra és Nickolas Verdugo csatlakozott a szereplőgárdához.
A forgatás augusztusban kezdődött és 2021 októberéig tartott Új-Mexikó több helyszínén.